# ولینگتو پودهور
ولینگتو پودهور (به انگلیسی: Velliangattu Pudhur) یک روستا در هند است که در تامیل نادو واقع شده‌است.